# Pod Górą (Ściejowice)
Pod Górą – część wsi Ściejowice w Polsce, położona w województwie małopolskim, w powiecie krakowskim, w gminie Liszki.
W latach 1975–1998 Pod Górą administracyjnie należało do województwa krakowskiego.